# Eupithecia devia
Eupithecia devia är en fjärilsart som beskrevs av Max Joseph Bastelberger 1911. Eupithecia devia ingår i släktet Eupithecia och familjen mätare. Inga underarter finns listade i Catalogue of Life.